# Agonum octopunctatum
Agonum octopunctatum är en skalbaggsart som beskrevs av Fabricius. Agonum octopunctatum ingår i släktet Agonum och familjen jordlöpare. Inga underarter finns listade i Catalogue of Life.